# Nyergesújfalu
Nyergesújfalu (în germană: Neudorf) este un oraș în districtul Esztergom, județul Komárom-Esztergom, Ungaria, având o populație de 7.604 locuitori (2011). 

## Demografie
Componența etnică a orașului Nyergesújfalu
     Maghiari (92,46%)
     Germani (5,22%)
     Necunoscut (0,45%)
     Alții (1,86%)
Componența confesională a orașului Nyergesújfalu
     Romano-catolici (49,51%)
     Fără religie (14,48%)
     Reformați (6,18%)
     Atei (1,07%)
     Necunoscută (27,35%)
     Alte religii (2,99%)
Conform recensământului din 2011, orașul Nyergesújfalu avea 7.604 locuitori. Din punct de vedere etnic, majoritatea locuitorilor (92,46%) erau maghiari, cu o minoritate de germani (5,22%). Apartenența etnică nu este cunoscută în cazul a 0,45% din locuitori. Nu există o religie majoritară, locuitorii fiind romano-catolici (49,51%), persoane fără religie (14,48%), reformați (6,18%) și atei (1,07%). Pentru 27,35% din locuitori nu este cunoscută apartenența confesională.